# Michael Christoph Wohler
Michael Christoph Wohler (* 1754 in Magdeburg; † 16. Dezember 1802 in Potsdam) war ein in Potsdam tätiger deutscher Bildhauer.

## Leben
Michael Christoph Wohler („der Jüngere“) und sein Bruder Johann Christoph Wohler (1748–1799, „der Ältere“) gingen bei ihrem Vater und den aus Bayreuth nach Potsdam gekommenen Gebrüdern Johann David und Johann Lorenz Wilhelm Räntz in die Lehre. Seit 1769 waren sie in Potsdam tätig und an den jüngsten Skulpturen des Neuen Palais und an zahlreichen Stadtgebäuden beteiligt.

## Familie
Wohler war verheiratet mit Johanna Henriette Wohler, geb. Braun, und hinterließ bei seinem Tod fünf unmündige Kinder.

## Werke
gemeinsame Werke
- 1781 Potsdam, Langer Stall, südliche Portalfassade, Sandsteinfiguren
- 1781 Potsdam, Alte Post, Puttenreliefs mit ins spielerische gewandelten Postszenen sowie Bekrönungen mit „Meilenzeigern“. Diese waren von Skulpturen flankiert, welche Personifikationen der vier Erdteile Europa, Asien, Afrika und Amerika sowie Merkur und Fama darstellten.
- 1789 Berlin, Brandenburger Tor, Anfertigung der Holzmodelle in Originalgröße für die Quadriga nach einem Modell-Gips von Johann Gottfried Schadow.
- 1790 Potsdam, Kutschpferdestall am Neuen Markt, Figurenschmuck[2]
- 1793/94 Potsdam, Obelisk am Ende der Hauptallee des Neuen Gartens vor dem Marmorpalais am Heiligen See, nach einem Entwurf von Carl Gotthard Langhans, vier Medaillons. Die vier Reliefmedaillons stellen Männerköpfe in verschiedenen Lebensaltern dar, die die vier Jahreszeiten symbolisieren.
- 1796 Potsdam, ehemalige Schauspielerkaserne, auch „Logierhaus“ genannt, Figurenfries und die Reliefköpfe nach Entwürfen von Johann Gottfried Schadow.
- 1796/97 Potsdam, Palais Lichtenau: Giebelrelief nach einem Entwurf Johann Gottfried Schadows. Es zeigt Apollo, umgeben von Herkules, Nike, Poseidon, Ceres und Proserpina.